# Retalhuleu (Guatemala)
Retalhuleu é uma cidade da Guatemala, do departamento de Retalhuleu. É a capital deste departamento.
A cidade está situada a 241 metros acima do nível do mar. Em 2003 Retalhuleu tinha uma população de 40.000 habitantes, que referem-se a cidade com o apelido de "Reu".